# エフゲニー・マルティノフ (歌手)
エフゲニー・マルティノフ（ロシア語: Евгений Григорьевич Мартынов, ラテン文字転写: Evgeniy Grigoryevich Martynov:エヴゲニー・グリゴーリエヴィチ・マルトゥイノフ、1948年5月22日 - 1990年9月3日）は、ソ連の歌手であり作曲家。

## 経歴
スターリングラード州（現ヴォルゴグラード州）カムイシン生まれ。キエフ音楽院卒業。1972年、エセーニンの詩に曲をつけた「白樺(Берёзка)」のリリースを皮切りに音楽活動を開始、翌年モスクワに移る。作詞家デメンチェフと組んだ作品が多い。
1970年代から1980年代にかけてソ連で最もポピュラーな歌手の一人であり、美しいメロディーと叙情的な歌声で、東欧圏でも広く人気を集めた。海外公演も旧社会主義国すべてと、米国、カナダ、メキシコ、ブラジル、アルゼンチン、イタリア、ドイツ、スペイン、ベルギー、フィンランド、インド、スイスで行われた。
1976年、ソ連国内でツアーを行っていた日本のギタリスト寺内タケシがマルティノフの「白鳥の真心(Лебединая верность)」を知り、コンサートで同曲を演奏したいという寺内の申し出を快諾した。キエフ出身の女性と1978年に結婚。1990年9月3日、自宅アパートのエレベーターから降りたところで急性心不全で倒れ、病院に運ばれたが死亡した。42歳没。墓所はモスクワのクンツェヴォ墓地。

## 代表作
- リンゴの花咲く頃(Яблони в цвету)
- 白鳥の真心(Лебединая верность)
- 母のバラード(Баллада о матери)
- アリョーヌシカ(Алёнушка)
- 海のかもめ(Чайки над водой)
- 君は夜明けを持ってくる(Ты приносишь мне рассвет)
- うぐいすは鳴く(Соловьи поют, заливаются)
- 白いライラック(Белая сирень)
- 春を待つ(Я жду весну)
- 父の家（Отчий дом）
- 思い出行進曲(Марш-воспоминание)、他

※邦題は当時のモスクワ放送によるもの。